# ديفيد لويد
ديفيد لويد (بالإنجليزية: David Lloyd)‏ (1 يونيو 1928 بغيتسهيد في المملكة المتحدة - 1 يناير 2000) هو لاعب كرة قدم بريطاني في مركز الهجوم. لعب مع شيفيلد يونايتد ونادي سندرلاند ونادي يورك سيتي.